# シャムコルの戦い
シャムコルの戦い（グルジア語：შამქორის ბრძოლა）は、1195年6月1日、アラン（現在のアゼルバイジャン北西部）・シャムキル市の近くで行われた戦い。イルデニズ朝支配者ヌスラト・アル＝ディン・アブ・バクルの軍隊に対抗したダヴィド・ソスランが指揮するグルジア軍の大勝利だった。
戦いは、支配王朝後にイルデニズ朝として知られる「アゼルバイジャンのアタベク国家」とグルジア王国との間のいくつかの紛争の一部として戦われた。1130年代のイルデニズ朝の権力の統合は、その領土がイスラム教地域のシルヴァンとアランと交差したグルジア王による軍事拡張主義の復活と同時に起こった。

## 背景
この戦いの前に、イルデニズ朝の領土で王朝戦争（1191–1195年）が行われた。権力闘争で勝利したアブ・バクル（ジャハーン・パフラヴァーン、1195-1210年）は、彼の兄イナンチ・カトゥンを暗殺し、弟のアミール・ミーランを強制して後者の義理の兄弟のシルバンシャー・アフシタン（1160-1196年）の裁判所へと避難させた。アミール・ミーランとシルバンシャーと共にグルジア王国の首都トビリシへ向かい、シルヴァンの公認の擁護者であるグルジア女王タマルに助けを求めた。グルジアの法廷で偉大な栄誉と彼らの望む支援を受け、ダヴィド・ソスラン率いるグルジア軍はシルヴァンへと行進した。

## 戦い
1195年6月1日、イスラム教徒のアミールによって増強されたアブ・バクルは、要塞都市シャムキルで敵と遭遇した。ダヴィド・ソスランは比較的小さな部隊を送って街の門を突破し、グルジアの主要部隊を率いて敵の後方を襲撃した。しかし、道路の貧弱さや景観の悪さは、グルジア人にとって不利となり後退し、アタベクはしばらくの間都市を守った。にもかかわらず、ダヴィド・ソスランの作戦が決定的であることが証明され、アブ・バクルの軍隊はひどく敗北した。シャムキルは最終的にグルジア人によって制圧され、グルジア人は敵の兵士をガンジャ市まで追いかけ、ガンジャ市は勝利者の手中に収められた。

## 結末
グルジアは多数の捕虜と、女王タマルがハフリ修道院に寄贈したイスラム帝国の正当性を示す膨大な量の戦利品を押収した。シャムキル要塞を制圧した後、ダヴィドはガンジャに向かった。彼が街に近づくと、貴族、商人、カーディー（イスラム教徒の裁判官）、そして科学者たちが彼の元を訪れた。彼らは門を開き、金襴の絨毯をスルタンの宮殿の扉まで広げた。ダヴィドは宮殿に入り、スルタンの王位に就き、集会を召喚し、「時間と曜日にふさわしい」ごちそうを手配した。シャムキルとその周辺は、家臣の観点からシルバンシャー朝のアミール・ミーランに引き渡された。アブ・バクルは彼の首都に戻ることができたが、そこから兄のアミール・ミーランを毒殺させた。 

## 参照
- グルジアの戦い一覧
- ジョージアの歴史
- アゼルバイジャンの歴史